# Puerto Rico en los Juegos Olímpicos de Los Ángeles 1984
Puerto Rico estuvo representado en los Juegos Olímpicos de Los Ángeles 1984 por un total de 51 deportistas, 43 hombres y 8 mujeres, que compitieron en 13 deportes.
El portador de la bandera en la ceremonia de apertura fue el nadador Fernando Canales.

## Medallistas
El equipo olímpico puertorriqueño obtuvo las siguientes medallas:
| Nombre             | Deporte | Competición |
| ------------------ | ------- | ----------- |
| Oro                |         |             |
| —                  |         |             |
| Plata              |         |             |
| Luis Ortíz Flores  | Boxeo   | 60 kg M     |
| Bronce             |         |             |
| Arístides González | Boxeo   | 75 kg M     |